# برلیانس اچ۳۳۰
برلیانس اچ۳۳۰ سدان و برلیانس اچ۳۲۰ هاچ‌بک، خودروهای کامپکتی هستند که توسط شرکت برلیانس آتو از سال ۲۰۱۳ به عنوان جانشین برلیانس بی‌اس۲ عرضه می‌شوند.
این خودرو در ایران نیز توسط پارس خودرو مونتاژ می‌شود.

## مدل‌ها

### برلیانس اچ۳۳۰
برلیانس اچ۳۳۰ خودرویی سدان است که از آوریل سال ۲۰۱۳ در بازار چین عرضه می‌شود. قیمت این خودرو در چین از ۶۵٬۸۰۰ یوآن تا ۷۵٬۸۰۰ یوآن است. این خودرو جانشین برلیانس اف‌سی‌وی است و در اصل نسخهٔ فیس‌لیفت این خودرو است.

### برلیانس اچ۳۲۰
برلیانس اچ۳۲۰ نسخهٔ هاچ‌بک اچ۳۳۰ است که در سال ۲۰۱۲ در نمایشگاه چنگدو از آن رونمایی شد. قیمت آن در بازار چین از ۶۳٬۸۰۰ یوآن تا ۷۸٬۸۰۰ یوآن است. اچ۳۲۰ هاچ‌بک جانشین خودروی برلیانس اف‌آروی به‌حساب می‌آید.

### برلیانس سی۳ کراس
برلیانس سی۳ کراس که با نام برلیانس کراس هم شناخته می‌شود، نسخهٔ تغییر شکل یافتهٔ برلیانس اچ۳۲۰ است که توسط شرکت برلیانس آتو طراحی شده و توسط شرکت پارس خودرو به‌صورت انحصاری فقط برای بازار ایران عرضه می‌شود. در ابتدا قرار بود این خودرو با نام برلیانس اچ۳۲۰ کراس در بازار چین هم عرضه شود ولی این اتفاق رخ نداد. تغییرات این خودرو نسبت به برلیانس اچ۳۲۰ بسیار محدود است و فقط در زمینه‌های ارتفاع بیشتر، اسپویلر عقب، رکاب جانبی پلاستیکی و ریل سقفی از اچ۳۲۰ متمایز است. البته سی۳ کراس نسبت به اچ۳۲۰ از امکانات بیشتری بهره می‌برد که از مهمترین امکانات این خودرو می‌توان به دو ایربگ، سیستم‌های ترمز ABS و EBD، سیستم تنظیم هوای ورودی الکترونیکی، سنسور دنده عقب، سانروف برقی، پاور ویندوز، قابلیت تنظیم صندلی راننده در ۸ جهت به همراه تنظیم گودی کمر، مالتی مدیا مجهز به سیستم مسیریابی، سیستم ورود و استارت بدون کلید و غربیلک چرمی فرمان اشاره کرد. این خودرو با دو موتور ۱٫۵ و ۱٫۶ لیتری عرضه می‌شود که نسخهٔ ۱٫۵ لیتری ۱۰۳ و نسخهٔ ۱٫۶ لیتری ۱۱۴ اسب بخار است که به وسیلهٔ جعبه‌دندهٔ ۴ سرعتهٔ خودکار به چرخ‌ها انتقال می‌یابد. نسخهٔ دنده‌ای این خودرو نسبت به نسخهٔ اتوماتیک آن آپشن‌های کمتری دارد، اما از لحاظ شتاب نسبت به آن بهتر است.

## نگارخانه
- نمای جلوی برلیانس اچ۳۳۰
- نمای عقب برلیانس اچ۳۳۰
- نمای جلوی برلیانس اچ۳۲۰
- نمای داخل برلیانس اچ۳۳۰ (مونتاژ پارس خودرو)